# Acksjön, Hälsingland
Acksjön är en sjö i Ljusdals kommun och Ovanåkers kommun i Hälsingland och ingår i Ljusnans huvudavrinningsområde. Sjön har en area på 0,379 kvadratkilometer och ligger 249,1 meter över havet.

## Delavrinningsområde
Acksjön ingår i det delavrinningsområde (682837-147544) som SMHI kallar för Mynnar i Grycken. Medelhöjden är 279 meter över havet och ytan är 10,83 kvadratkilometer. Det finns inga avrinningsområden uppströms utan avrinningsområdet är högsta punkten. Vattendraget som avvattnar avrinningsområdet har biflödesordning 4, vilket innebär att vattnet flödar genom totalt 4 vattendrag innan det når havet efter 155 kilometer. Avrinningsområdet består mestadels av skog (70 procent) och sankmarker (14 procent). Avrinningsområdet har 0,43 kvadratkilometer vattenytor vilket ger det en sjöprocent på 4 procent.